# دخالت ایالات متحده در تغییر رژیم در آمریکای لاتین

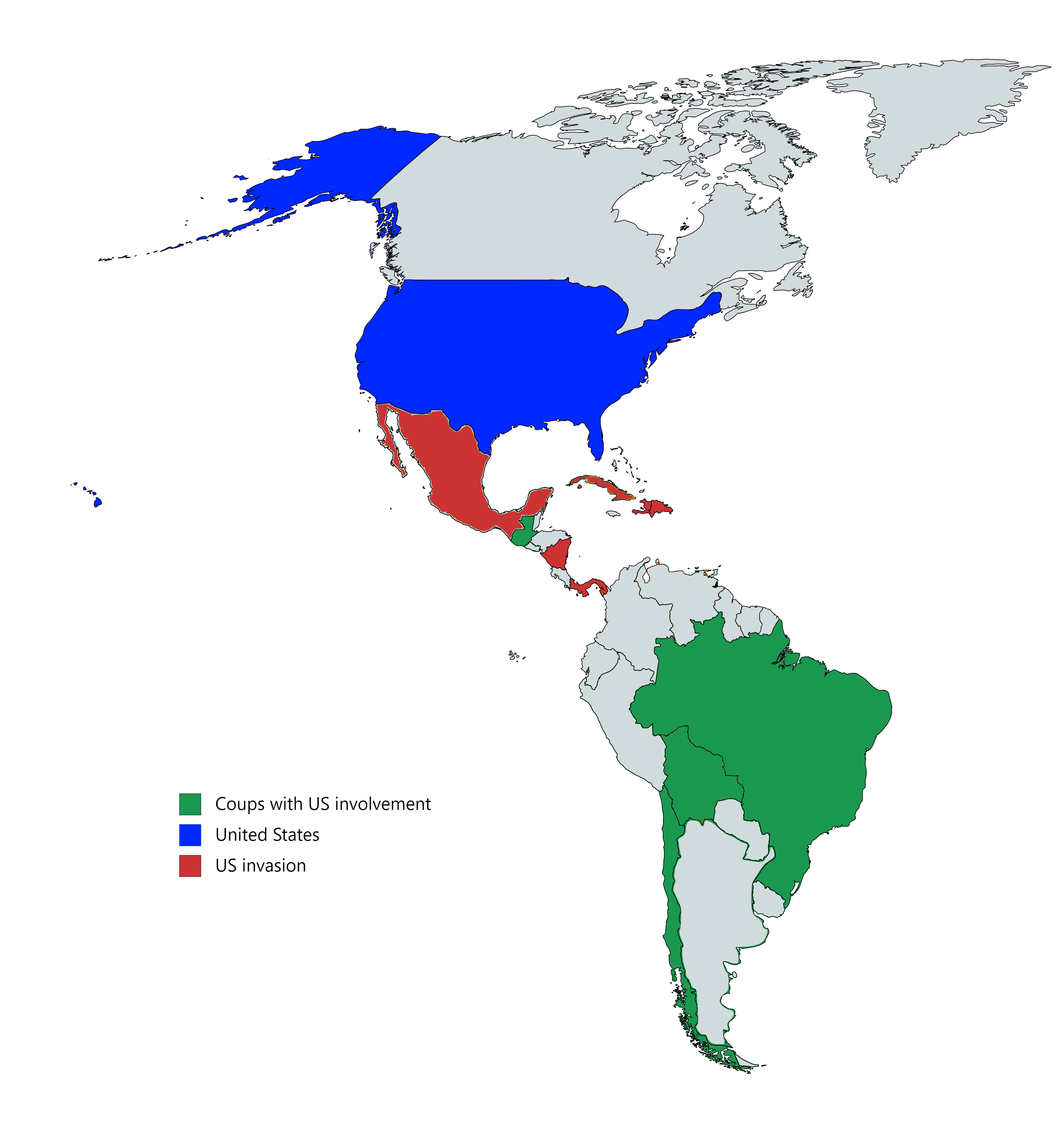
دخالت ایالات متحده در تغییر رژیم در آمریکای لاتین

مشارکت ایالات متحده در تغییر رژیم در آمریکای لاتین شامل کودتاهای تحت حمایت ایالات متحده بود که هدف آن جایگزینی رهبران چپ با رهبران راست، حکومت نظامی یا دیگر رژیم‌های مستبد بود. مداخله کمتری از تنوع اقتصادی و نظامی در طول جنگ سرد در راستای دکترین مهار ترومن رایج بود، اما دخالت تغییر رژیم پس از تدوین پیش نویس ان اس سی۶۸ که از مبارزه تهاجمی تر با متحدان احتمالی شوروی حمایت می‌کرد، افزایش یافت.
چندین نمونه از مداخله و تغییر رژیم در اوایل قرن بیستم «جمهوری موز» در تاریخ آمریکای لاتین برای ارتقای منافع تجاری آمریکا در منطقه رخ داد. تغییر رژیم تحت تأثیر ایالات متحده در این دوره از تاریخ آمریکای لاتین پس از امضای معاهده پاریس در پی جنگ اسپانیا و آمریکا آغاز شد. کوبا استقلال خود را به دست آورد، در حالی که پورتوریکو و فیلیپین توسط ایالات متحده اشغال شده بودند.سیاست خارجی گسترده و امپریالیستی ایالات متحده همراه با چشم‌انداز اقتصادی جدید منجر به افزایش مداخله ایالات متحده در آمریکای لاتین از سال ۱۸۹۸ تا اوایل دههٔ ۱۹۳۰ شد.

## تاریخ

### آرژانتین

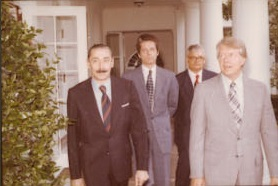
ملاقات خورخه رافائل ویدلا با جیمی کارتر در سال ۱۹۷۷

در آرژانتین، نیروهای نظامی در کودتای ۱۹۷۶ آرژانتین، ایزابل پرون، رئیس‌جمهور منتخب دموکراتیک را سرنگون کردند و دیکتاتوری نظامی ژنرال خورخه رافائل ویدلا، معروف به فرایند سازماندهی مجدد ملی را آغاز کردند. هم کودتا و هم رژیم اقتدارگرای بعدی مشتاقانه توسط دولت ایالات متحده تأیید و حمایت و هنری کیسینجر وزیر امور خارجه ایالات متحده چندین بازدید رسمی از آرژانتین در دوران دیکتاتوری داشت.

### بولیوی
دولت ایالات متحده از کودتای ۱۹۷۱ به رهبری ژنرال هوگو بانزر که منجر به سرنگونی خوان خوزه تورس رئیس‌جمهور بولیوی شد، حمایت کرد. تورس با تشکیل «مجمع مردم» (مجمع مردم)، که در آن نمایندگان بخش‌های خاص پرولتاریای جامعه (معدن‌کاران، معلمان اتحادیه‌ای، دانش‌آموزان، دهقانان)، و به‌طور کلی‌تر با رهبری کشور در آن چیزی که در آن به نمایندگی از بخش‌های خاص پرولتری جامعه حضور داشتند، واشینگتن را ناراضی کرده بود. به عنوان یک جهت بال چپ در نظر گرفته شد. بانزر یک قیام خونین نظامی را از ۱۸ اوت ۱۹۷۱ آغاز کرد که تا ۲۲ اوت ۱۹۷۱ توانست زمام قدرت را به دست گیرد. پس از به قدرت رسیدن بنزر، ایالات متحده کمک‌های نظامی و دیگر کمک‌های گسترده‌ای به دیکتاتوری بنزر ارائه کرد. تورس، که از بولیوی گریخته بود، در سال ۱۹۷۶ به عنوان بخشی از عملیات کندور، کمپین سرکوب سیاسی و تروریسم دولتی تحت حمایت ایالات متحده توسط دیکتاتورهای راست‌گرای آمریکای جنوبی ربوده و ترور شد.

### برزیل
برزیل چندین دهه حکومت‌های استبدادی را تجربه کرد، به ویژه پس از کودتای۱۹۶۴ برزیلحمایت ایالات متحده علیه سوسیال دموکرات ژائو گولارت. در زمان رئیس‌جمهور وقت جان اف کندی، ایالات متحده به دنبال «جلوگیری از تبدیل شدن برزیل به چین یا کوبای دیگر» بود، سیاستی که در زمان لیندون بی. جانسون انجام شد و منجر به حمایت نظامی ایالات متحده از کودتا در آوریل ۱۹۶۴ شد

### شیلی
پس از انتخاب دموکراتیک رئیس‌جمهور سالوادور آلنده در سال ۱۹۷۰، یک جنگ اقتصادی به دستور رئیس‌جمهور ریچارد نیکسون در میان موارد دیگر، باعث کودتای ۱۹۷۳ شیلی با دخالت سیا به دلیل تمایلات سوسیالیستی دموکراتیک آلنده شد.. آنچه پس از آن به دنبال داشت، دیکتاتوری نظامی آگوستو پینوشه چند دهه تحت حمایت ایالات متحده بود. در سال ۱۹۸۸ همه‌پرسی ریاست جمهوری برگزار شد تا حکمرانی پینوشه برای ۸سال دیگر تأیید شود. کنسرت اپوزیسیون احزاب برای دموکراسی با پیروزی در رفراندوم و پایان دادن به حکومت پینوشه به صورت دموکراتیک گزینه «نه» را تأیید کرد. پس از آن انتخابات آزاد در سال۱۹۸۹ با پیروزی مجدد کنسرتاسیون برگزار شد.
یک گزارش از طبقه‌بندی خارج شده از ایالات متحده "پیوست ان اس اس ام۹۷" جزئیات طرح اولیه برای سرنگونی رئیس‌جمهور آلنده در صورت روی کار آمدن او را نشان می‌دهد.این سند بیان می‌کند که نقش دولت آمریکا نباید فاش شود و در درجه اول از نهادهای شیلی به عنوان ابزاری برای برکناری رئیس‌جمهور استفاده می‌شود. ارتش شیلی به عنوان بهترین وسیله برای دستیابی به این هدف معرفی شده‌است. مزایای کودتای آغاز شده توسط ارتش، کاهش خطر مارکسیسم در آمریکای لاتین و خلع سلاح یک تهدید بالقوه است.

### کاستاریکا
کاستاریکا تنها کشور آمریکای لاتین بود که در قرن ۲۰ هرگز یک حکومت استبدادی طولانی مدت نداشت. تنها دیکتاتوری آن در این دوره پس از کودتای ۱۹۱۷ کاستاریکا به رهبری وزیر جنگ فدریکو تینوکو گرانادوسعلیه رئیس‌جمهور آلفردو گونزالس فلورس پس از تلاش گونزالس برای افزایش مالیات بر ثروتمندان بود و تنها ۲سال به طول انجامید. دولت ایالات متحده به رهبری رئیس‌جمهور دموکرات وودرو ویلسون حکومت تینوکو را به رسمیت نشناخت و به مخالفانی که پس از چند ماه جنگ به سرعت تینوکو را سرنگون کردند، کمک کرد.
سالها بعد، پزشک سوسیالیست مسیحی رافائل آنجل کالدرون گاردیا از حزب جمهوری‌خواه ملی، از طریق ابزارهای دموکراتیک به قدرت رسید و اصلاحات اجتماعی عمومی را ترویج کرد و با حزب کمونیست کاستاریکا متحد شد. تنش بین دولت و مخالفان، با حمایت سیا، باعث جنگ داخلی کوتاه مدت کاستاریکا در سال ۱۹۴۸ شد که به دولت کالدرون پایان داد و منجر به حکومت کوتاه مدت ۱۸ ماهه خوزه فیگورس فرر شد. با این حال، فیگرس همچنین دارای برخی از ایده‌های چپ بود و روند اصلاحات اجتماعی را ادامه داد. پس از جنگ، دموکراسی به سرعت احیا شد و سیستم دو حزبی احزاب کالدرونیست‌ها و فیگوریستا برای نزدیک به ۶۰ سال در کشور توسعه یافت.

### کوبا
در اواخر دهه ۱۸۰۰، ایالات متحده به دنبال توسعه منافع اقتصادی خود با توسعه اقتصادی در خارج از کشور بود. این احساسات به گسترش حمایت از جنگ اسپانیا و آمریکا و آزادی کوبا کمک می‌کند، علیرغم اینکه ایالات متحده قبلاً خود را به عنوان ضد استقلال و انقلاب معرفی کرده بود. با این وجود، جنگ با اسپانیا به کوبا اجازه می‌دهد تا استقلال خود را از ولیعهد اسپانیا به دست آورد، اگرچه با تحولاتی مانند اصلاحیه پلات با نفوذ آمریکا بر ساختار سیاسی جایگزین می‌شود. حمایت از دیکتاتور کوبا، فولخنسیو باتیستا، از سوی ایالات متحده نیز انجام می‌شود، زیرا اعتقادات اقتصادی او به نفع منافع تجاری آمریکا بود، اگرچه این امر با انقلاب کوبا کاهش می‌یابد.

### جمهوری دومینیکن
در ماه مه ۱۹۶۱، حاکم جمهوری دومینیکن، دیکتاتور دست راستی، رافائل تروخیلو، با سلاح‌های ارائه شده توسط آژانس اطلاعات مرکزی ایالات متحده (سیا) به قتل رسید.در یک یادداشت داخلی سیا آمده‌است که تحقیقات دفتر بازرس کل در سال ۱۹۷۳ در مورد قتل «درگیری بسیار گسترده آژانس با توطئه گران» را فاش کرد. سیا نقش خود را در «تغییر» دولت جمهوری دومینیکن به عنوان یک «موفقیت» توصیف کرد، زیرا به انتقال جمهوری دومینیکن از یک دیکتاتوری تمامیت‌خواه به یک دموکراسی به سبک غربی کمک کرد." خوان بوش سوسیالیست، که تبلیغات و مؤسسه آموزش سیاسی او مقداری بودجه سیا را از طریق صندوق جی ام کاپلان دریافت کرده بود، در اولین انتخابات آزاد جمهوری دومینیکن، در دسامبر ۱۹۶۲، به عنوان رئیس جمهور دومینیکن انتخاب شد. بوش توسط یک کودتای جناح راست در سپتامبر ۱۹۶۳ سرنگون شد. رئیس جمهور آمریکا، لیندون جانسون، در جنگ داخلی دومینیکن در سال ۱۹۶۵ با اعزام نیروهای آمریکایی برای کمک به پایان دادن به جنگ و جلوگیری از تسلط حامیان بوش برکنار شده، مداخله کرد. در ۱ ژوئیه ۱۹۶۶، انتخابات با پیروزی خواکین بالاگوئر در برابر بوش برگزار شد.

### گواتمالا
دهقانان و کارگران (عمدتاً از تبار بومی) در نیمه اول قرن بیستم به دلیل شرایط سخت زندگی و سوء استفاده از سوی مالکان و شرکت آمریکایی یونایتد فروت مورد حمایت دولت شورش کردند. این شورش سرکوب شد، اما منجر به انتخاب دموکراتیک خاکوبو آربنز شد. آربنز در جریان کودتای سال ۱۹۵۴ گواتمالا که توسط ایالات متحده تأیید شد، سرنگون شد.

### نیکاراگوئه
در سال ۱۹۱۲، در طول دوره جنگ‌های موز، ایالات متحده نیکاراگوئه را به عنوان وسیله ای برای حفاظت از منافع تجاری آمریکا و حفاظت از حقوقی که نیکاراگوئه به ایالات متحده برای احداث کانال در آنجا اعطا کرده بود، اشغال کرد. این مداخله، با استفاده از تفنگداران دریایی ایالات متحده، با شورش مخالف ایالات متحده آغاز شد. پس از سرکوب شورش، ایالات متحده تا سال ۱۹۳۳ به اشغال نیکاراگوئه ادامه داد، زمانی که رئیس‌جمهور هربرت هوور رسماً به اشغال پایان داد.
پس از انقلاب ساندینیستا که دیکتاتور طرفدار آمریکا آناستاسیو سوموزا دیبایل را سرنگون کرد، نیکاراگوئه با چریک‌های کنترا که توسط ایالات متحده حمایت می‌شد جنگید.

### پاناما
افزایش تنش بین دیکتاتوری مانوئل نوریگا وایالات متحده منجر به حمله ایالات متحده به پاناما شد که باسرنگونی نوریگا به پایان رسید.

### پاراگوئه
ایالات متحده از سال ۱۹۵۴ تا ۱۹۸۹ از دیکتاتوری آلفردو استروسنر حمایت کرد، اگرچه بعداً از کودتا در سال۱۹۸۹ توسط «جناح سنت گرا» حزب کلرادو علیه استروسر حمایت کرد.